# 桃山林业局
桃山林业局是一个位于中华人民共和国黑龙江省伊春市铁力市的类似乡级单位，亦是黑龙江伊春森工集团所属的一个林业局。
桃山林业局地处小兴安岭西坡南麓，呼兰河上游流域。施业区面积为171274公顷。全局总人口48214人。

## 行政区划
桃山林业局下辖以下单位：
奋斗经营林场、南河经营林场、新兴经营林场、上呼兰经营林场、柳河经营林场、跃进经营林场、白河经营林场、春光经营林场、桃东经营林场、鸡岭经营林场、圣浪经营林场、神树经营林场、石长经营林场。